# خط طول 124° غرب
خط طول 124° غرب هو أحد خطوط الطول الجغرافية، والتي تمتد من القطب الشمالي الجغرافي إلى القطب الجنوبي الجغرافي، وحسب التحويل الزمني يتأخر خط طول 124° غرب عن خط غرينتش بـ8 ساعات و16 دقيقة.

## من القطب إلى القطب
ينطلق خط طول 124° غرب من القطب الشمالي نحو القطب الجنوبي مرورا بالمناطق التي ترد في الجدول التالي:
| الإحداثيات                           | البلد أو الإقليم أو البحر | ملاحظات |
| ------------------------------------ | ------------------------- | --- |
| 90°0′N 124°0′W / 90.000°N 124.000°W  | المحيط المتجمد الشمالي    | |
| 76°10′N 124°0′W / 76.167°N 124.000°W | بحر بيوفورت               | |
| 75°8′N 124°0′W / 75.133°N 124.000°W  | مضيق مكلور [لغات أخرى]‏    | |
| 74°24′N 124°0′W / 74.400°N 124.000°W | كندا                      | الأقاليم الشمالية الغربية — جزيرة بانكس |
| 73°51′N 124°0′W / 73.850°N 124.000°W | بحر بيوفورت               | Burnett Bay |
| 73°40′N 124°0′W / 73.667°N 124.000°W | كندا                      | الأقاليم الشمالية الغربية — جزيرة بانكس |
| 71°40′N 124°0′W / 71.667°N 124.000°W | خليج أموندسن              | |
| 69°23′N 124°0′W / 69.383°N 124.000°W | كندا                      | الأقاليم الشمالية الغربية — مرورا عبر the بحيرة الدب العظيم يوكون (إقليم) — لحوالي 7 km من 60°6′N 124°0′W / 60.100°N 124.000°W, the easternmost part of the territory كولومبيا البريطانية — من 60°0′N 124°0′W / 60.000°N 124.000°W |
| 49°33′N 124°0′W / 49.550°N 124.000°W | مضيق جورجيا               | |
| 49°14′N 124°0′W / 49.233°N 124.000°W | كندا                      | كولومبيا البريطانية — جزيرة فانكوفر |
| 48°24′N 124°0′W / 48.400°N 124.000°W | مضيق خوان دي فوكا         | |
| 48°10′N 124°0′W / 48.167°N 124.000°W | الولايات المتحدة          | واشنطن (ولاية) أوريغون — من 46°16′N 124°0′W / 46.267°N 124.000°W |
| 46°12′N 124°0′W / 46.200°N 124.000°W | المحيط الهادئ             | مرورا بغرب the coast of أوريغون, الولايات المتحدة |
| 45°5′N 124°0′W / 45.083°N 124.000°W  | الولايات المتحدة          | أوريغون كاليفورنيا — من 42°0′N 124°0′W / 42.000°N 124.000°W |
| 39°59′N 124°0′W / 39.983°N 124.000°W | المحيط الهادئ             | |
| 60°0′S 124°0′W / 60.000°S 124.000°W  | المحيط الجنوبي            | |
| 73°34′S 124°0′W / 73.567°S 124.000°W | القارة القطبية الجنوبية   | المطالب الإقليمية بالقارة القطبية الجنوبية |